# Rhynchina canariensis
Rhynchina canariensis là một loài bướm đêm trong họ Erebidae.